# Rüdiger Messal
Rüdiger Messal (* 19. August 1952 in Woldegk) ist ein deutscher politischer Beamter. Er war von Juli 2010 bis Juni 2017 Staatssekretär im Finanzministerium des Landes Nordrhein-Westfalen.

## Leben und Beruf
Nach dem Abitur am Wirtschaftsgymnasium Tuttlingen und dem Grundwehrdienst studierte Rüdiger Messal von 1972 bis 1977 Volkswirtschaftslehre an der Universität Göttingen und schloss dort als Diplom-Volkswirt ab. Direkt im Anschluss war er als wissenschaftlicher Mitarbeiter ebenfalls in Göttingen tätig und promovierte bis 1981 zum Dr. rer. pol.
Im selben Jahr erfolgte mit der Anstellung als Referent im Bundesministerium der Finanzen in Bonn der Einstieg in die öffentliche Verwaltung. Inhaltlich beschäftigte sich Messal bereits damals mit Finanzierungsfragen. Von 1990 bis 1991 war er Referatsleiter in der Berliner Senatsverwaltung für Bundes- und Europaangelegenheiten, anschließend bis 1995 Referatsleiter in der  Vertretung des Landes Nordrhein-Westfalen beim Bund. Nach zweijähriger Tätigkeit bei der SPD-Bundestagsfraktion wechselte Messal 1995 als Referatsleiter ins Finanzministerium von Nordrhein-Westfalen. In den folgenden Jahren übernahm er dort Positionen mit zunehmender Verantwortung, zuletzt von 2004 bis zu seiner Ernennung zum Staatssekretär als Abteilungsleiter. 
Rüdiger Messal ist verheiratet und hat drei Kinder.

## Politik
Seit 1976 ist Rüdiger Messal Mitglied der SPD. 2006 wurde er zum Staatssekretär in dem zunächst von Ingolf Deubel und ab Juli 2009 von Carsten Kühl geführtem Finanzministerium des Landes Rheinland-Pfalz ernannt.
Ab dem 16. Juli 2010 war Rüdiger Messal Staatssekretär im von Norbert Walter-Borjans geführten Finanzministerium von Nordrhein-Westfalen. Er wurde 2017 nach dem Regierungswechsel in Nordrhein-Westfalen und die veränderten Verantwortlichkeiten im Kabinett Laschet als Staatssekretär abgelöst.